# Santo Stefano in Vairano
Santo Stefano in Vairano is een plaats (frazione) in de Italiaanse gemeente Crema.